# Коалиция за справедливость
Коалиция за справедливость (монг. Шударга ёс эвсэл, Шударга Йос евсел) — коалиция в монгольском парламенте (Великом Хурале) созданная к парламентским выборам 2012 года, партия стала третьей силой в стране набрав на выборах более 22 процентов на выборах, в хурал прошли 11 депутатов.

## Участие в парламентских выборах (2012)
Также глава МНРП экс-президент был арестован по подозрению в коррупции и не участвовал в парламентских выборах.
Так как на парламентских выборах 2012 года ни одна партия не получила большинства, демократам потребовалось создать коалиционное правительство. После переговоров Коалиция за справедливость вошла в правительство.

## Члены коалиции
Коалиция была создана из двух политических партий Монголии: Монгольской национально-демократической партии (МНДП) и Монгольской народно-революционной партии (МНРП).